# Ivo Stefanoni
Ivo Stefanoni (ur. 5 czerwca 1936 w Mandello del Lario) – włoski wioślarz, sternik. Dwukrotny medalista olimpijski.
Wystąpił na igrzyskach olimpijskich w Melbourne w 1956, gdzie Włosi w składzie: Alberto Winkler, Romano Sgheiz, Angelo Vanzin, Franco Trincavelli i Ivo Stefanoni (sternik) zdobyli złoty medal w czwórkach ze sternikiem. W wyścigu finałowym o 3 sekundy wyprzedzili osadę Szwecji i o 11,5 sekundy osadę Finlandii. Na rozgrywanych cztery lata późnej igrzyskach olimpijskich w Rzymie w tej samej konkurencji zajął trzecie miejsce. W finale Fulvio Balatti, Romano Sgheiz, Franco Trincavelli, Giovanni Zucchi i Ivo Stefanoni stracili 4,60 sekundy do osady Wspólnej Reprezentacji Niemiec i 2,10 sekundy do osady Francji. Brał też udział w ósemkach podczas igrzysk olimpijskich w Tokio w 1964, jednak Włosi zajęli ostatecznie szóste miejsce. 
W ósemkach zdobywał też złote medale na mistrzostwach Europy w Duisburgu (1957), mistrzostwach Europy w Poznaniu (1958) i mistrzostwach Europy w Pradze (1961). Zdobył również brązowy medal w czwórkach ze sternikiem na mistrzostwach Europy w Bledzie (1956). 
Odznaczony złotym medalem Włoskiego Narodowego Komitetu Olimpijskiego.